# 讷维莱特 (索姆省)
讷维莱特（法語：Neuvillette，法語發音：[nøvilɛt]）是法国上法蘭西大區索姆省的一个市镇，属于亚眠区。

## 地理
讷维莱特（50°12'29"N, 2°19'9"E）面积3.13 平方千米，位于法国上法蘭西大區索姆省，该省份为法国北部沿海省份，北起加来海峡省和北部省，西接滨海塞纳省和大西洋英吉利海峡，南至瓦兹省，东临埃纳省。
与讷维莱特接壤的市镇（或旧市镇、城区）包括：巴利、布克迈松、杜朗、奥科什、博尼耶尔。

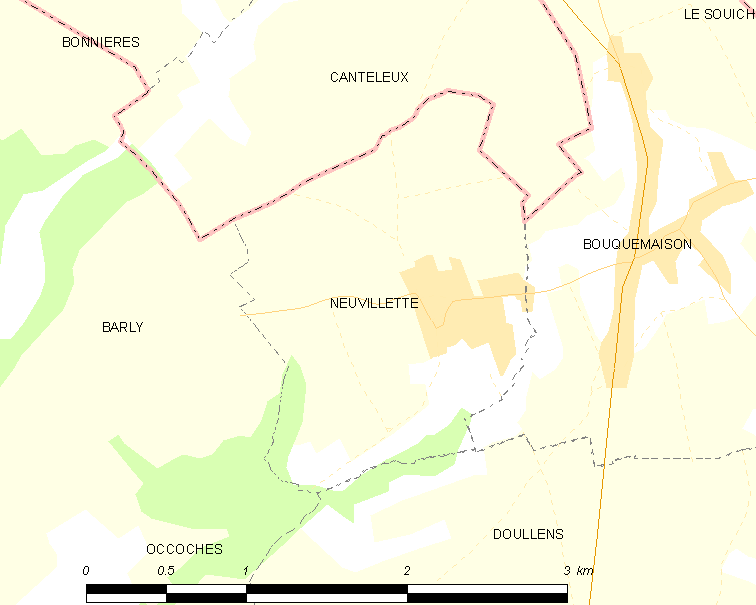
的OSM定位图

讷维莱特的时区为UTC+01:00、UTC+02:00（夏令时）。

## 行政
讷维莱特的邮政编码为80600，INSEE市镇编码为80596。

## 政治
讷维莱特所属的省级选区为杜朗县。

## 人口

1962-2008年间人口变化图示

讷维莱特于2022年1月1日时的人口数量为214人。